# Шаи
Шаи (егип. Š3j) — в египетской мифологии бог урожая винограда, виноградной лозы; бог судьбы и бог-покровитель человека. Шаи было не только именем бога, но и означало также предопределение, судьбу, участь. В противоположность греческим мойрам или римским паркам он был лишь орудием великих богов, в частности, бога Тота.
Шаи определял срок человеческой жизни. Вместе с Месхенет следил за поведением человека, а на суде в загробном мире рассказывал обо всех поступках богам Великой Эннеады.
Если загробный Суд признавал умершего безгрешным, Шаи провожал его душу в Поля Иалу.
Шаи имел антропоморфный вид. Особо почитался в Шасхотепе (греч. Ипселе, араб. Шутб), расположенном на западном берегу Нила, в 5,5 км к югу от Ассиута.